# Malanotti

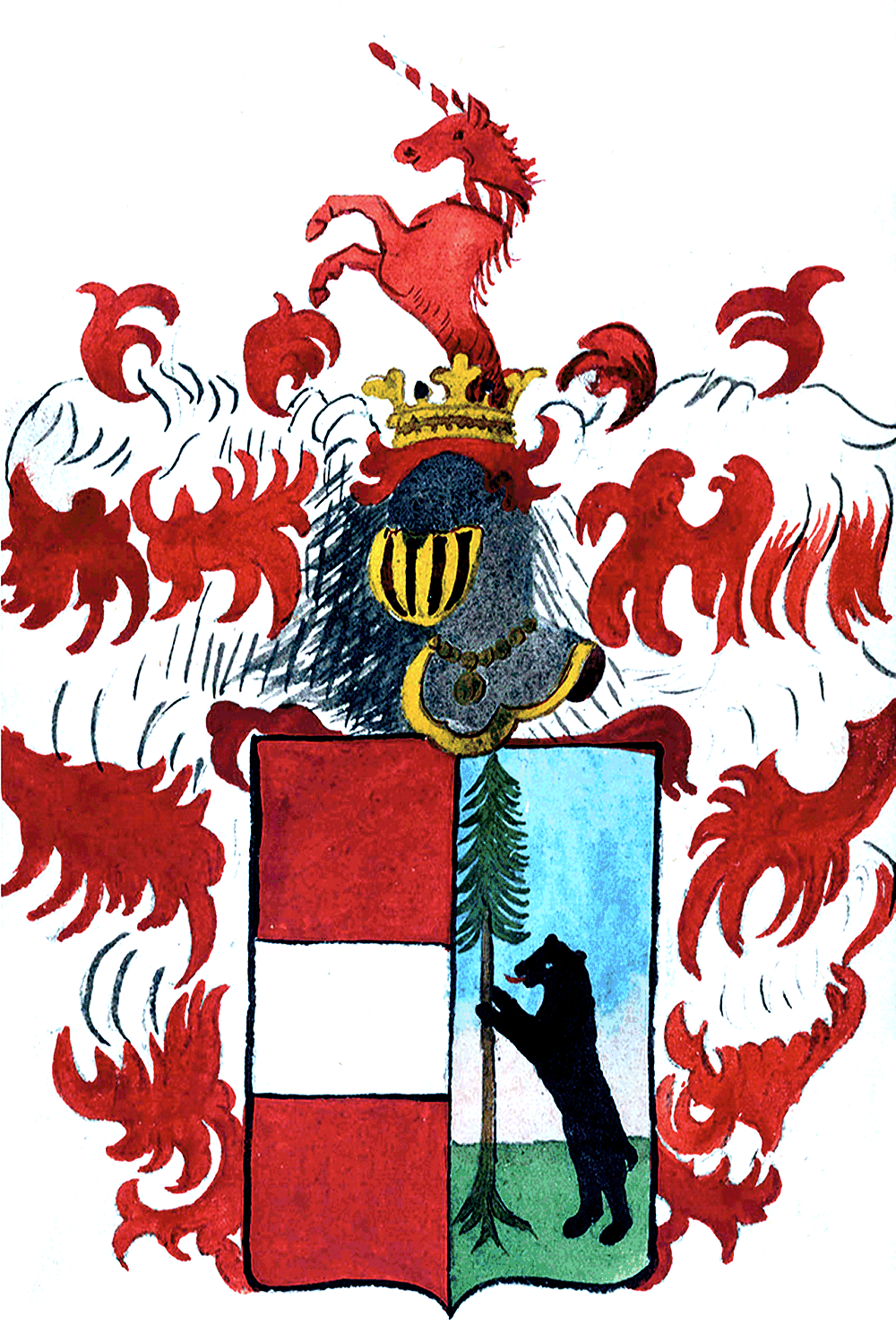
Wappen der Malanotti von Caldes

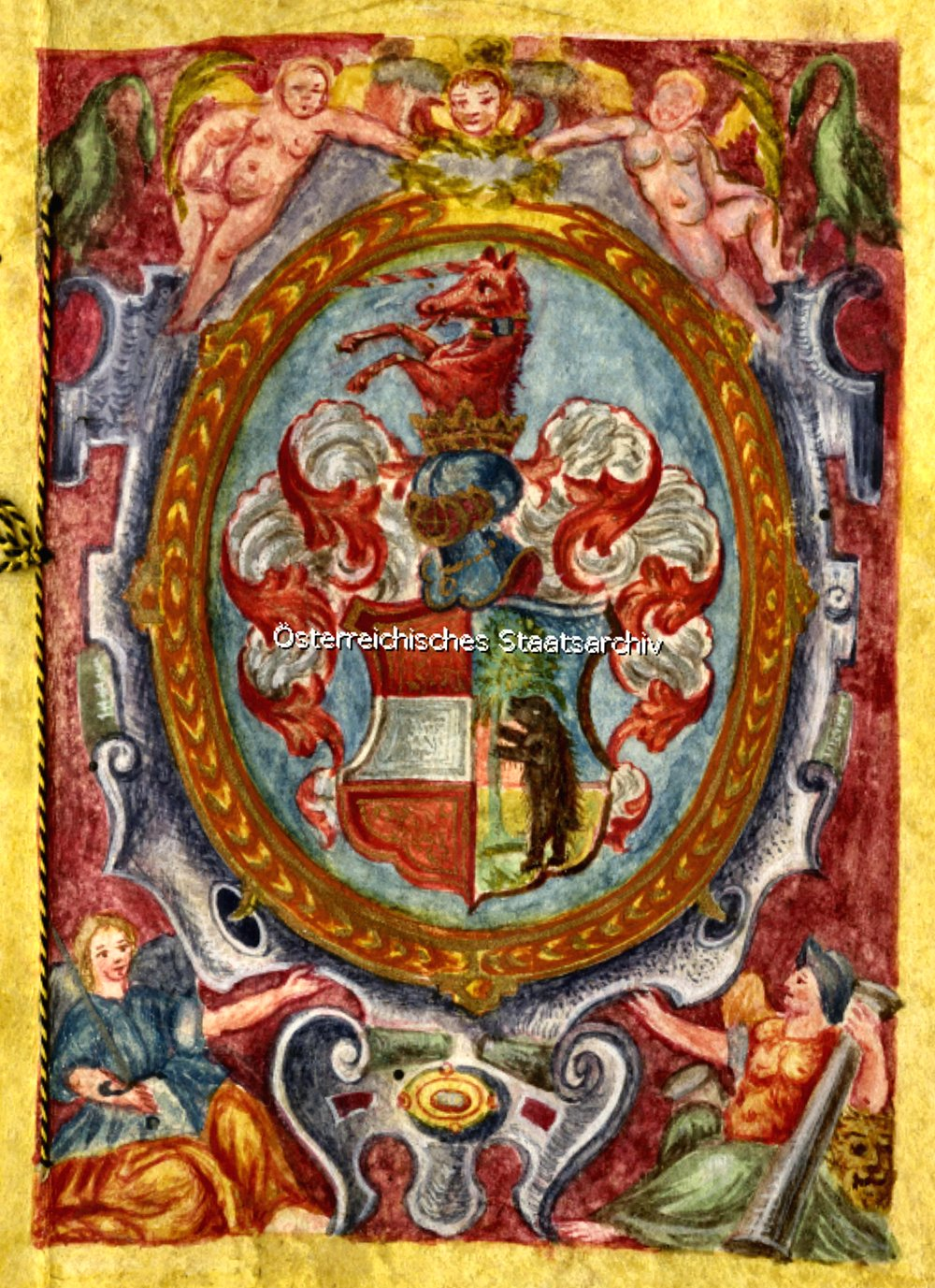
Wappen der Malanotti von Caldes

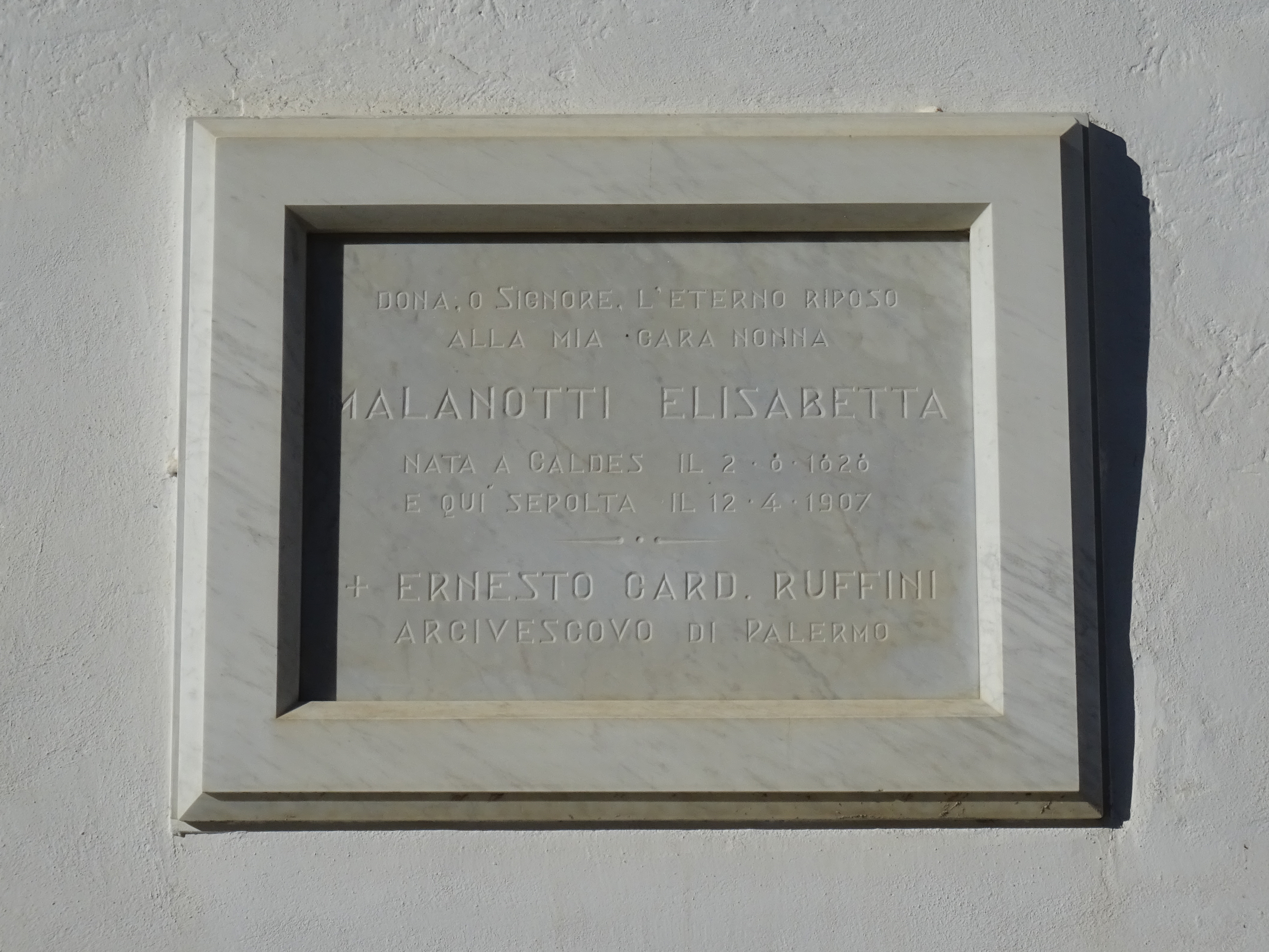
Grabstein für Elisabetta Malanotti, Großmutter des Erzbischofes von Palermos Ernesto Ruffini in Caldes

Malanotti von Caldes (alternative Schreibweisen Malanotte, Malanoth, Malinotti) ist der Name eines alten Adelsgeschlechts aus dem Hochstift Trient, mit Stammsitz in Caldes.

## Geschichte
Die Malanotti gehörten ursprünglich zum Landadel des Nons- und Sulzberges im Fürstbistum Trient. Die ununterbrochene Stammreihe beginnt dem Adelbestätigungsdiplom von 1765 zufolge mit Arpolonius († vor 1412). 1520 erscheint „Laurentius quondam Nobilis Viri Bernardini de Arpolonis vulgo Malanot“. In der Kirche St. Rochus und Lorenz in Caldes befindet sich der Grabstein von Bernardin Malanotti, Sohn des „nobili viro“ Bartholomäus, unter anderem Gründer dieses Gotteshauses. Am 1. April 1552 bestätigte Kaiser Karl V. in Innsbruck den Brüdern Johann Jakob, Agent in geistlichen Angelegenheiten sowie dessen Bruder Bernardin Malanotti den seinen Vorfahren verliehen Adel. Beide erhielten am 12. Juli 1560 in Wien als Dr. jur. und Bürger von Trient den Adelsstand, eine Wappenbesserung und den kaiserlichen Diensttitel. Johann Jakob Malanotti von Caldes († 1581) wurde 1550 Generalvikar und 1558 Domherr; sowie Bernardin Malanotti († 1689), 1646 Kapitular.
Kaiser Mathias erteilte 1612 dem Hofsekretär seiner Frau und Schwiegermutter, Bernardin Malanotti mit den Prädikat „von Caldes“ den rittermäßigen Adelsstand für das Reich und die Erblande. Der Doktor beider Rechte, Franz Malanotti von Caldes, Sohn des in Wien verstorbenen kaiserlichen Reichshofrates Bernardin Malanotti, wurde laut landesfürstlichen Befehl vom 8. August 1648 in die Tiroler Adelsmatrikel eingetragen. Letzterer wirkte als Diplomat, 1644 als oberösterreichischer Regimentsrat und von 1646 bis 1711 als Tiroler Landtagsabgeordneter. Von seinen Söhnen starb Joseph († 1688) als kurbayerischer Hofrat und Georg Sigmund, war 1693 niederösterreichischer Regierungsrat, sowie 1720 Tiroler Landtagsabgeordneter, welcher am 3. April 1700 in die neuen Ritterstandsgeschlechter Niederösterreichs aufgenommen wurde. 1702 erlangten die Brüder Karl, Rat der böhmischen Appellationskammer; sowie Anton und Leopold Malanotti mit dem Prädikat „von Caldes“ den alten böhmischen Ritterstand, des Weiteren 1729 der Rat des Oberburgrafenamtes in Prag, Georg, der Kapitänsleutnant Sebastian sowie Franz Malanotti. Am 25. Juni 1765 bestätigte Kaiser Franz I. in Wien Dr. jur. Karl Anton Bernadin Malanotti den 1612 verliehenen Reichsadel und das Wappen. Der Grundbesitzer und spätere Kommandant am Nonsberg Anton Malanotti ermächtigte Andreas Hofer am 17. April 1809 zur Organisation der Sturm- und Schützenkompanien. Als Rund um Meran die Schlacht um den Küchelberg tobte, rettete Anton Malanotti am 16. November 1809 die Stadt vor einem drohenden Brand. Die meisten adligen Linien dürften noch im 19. Jahrhundert erloschen sein.

## Besitzungen
Die Malanotti besaßen in Meran 1785 ein Gebäude unter den Wasserlauben sowie 1800 ein Anwesen in Steinach. Ende des 18. Jahrhunderts kaufte Karl Malanotti vom Grafen Hans Hendl aus Kastebell den Körbelhof bei Meran, der zuvor dem 1782 vom Religionsfonds eingezogenen Kartäuserkloster Schnals gehörte.

## Wappen
Das gemalte Wappen unter dem Chor in der Kirche St. Rochus und Lorenz mit der Jahreszahl 1512 zeigt noch einen einfachen Schild mit einem Eichenbaum und seitlichen Bären. Nach 1512 erfolgte eine Wappenvereinigung mit dem der erloschenen von Caldes, welches Gnadenstück möglicherweise durch Einheirat an die Malanotti kam und im Adelsdiplom vom 1. April 1552 ausdrücklich bestätigt und nicht neu vergeben wurde. Erben der Caldes waren ursprünglich die Thun. Am 12. Juli 1560 bewilligte Kaiser Ferdinand I. am 12. Juli 1560 eine erneute Wappenbesserung.